# 위리 라타스
위리 라타스(에스토니아어: Jüri Ratas, 1978년 7월 2일~)는 에스토니아의 정치인이다. 2016년부터 2021년까지 제18대 에스토니아의 총리를 역임했으며 소속 정당은 이사마당이다.
탈린 기술 대학교를 졸업했으며 2005년 11월 15일부터 2007년 4월까지 탈린 시장을 역임했다. 특히 탈린 시장 재직 시절에는 환경 정책에 기여한 유럽의 도시에 수여하는 상인 유럽 녹색 수도상을 제정하기도 했다. 2007년부터 2016년까지 리기코구(에스토니아 의회) 부의장을 역임했다.
2016년 9월에 타비 러이바스 총리가 실각한 이후에 2016년 11월 5일에 에드가르 사비사르의 뒤를 이어 에스토니아 중앙당 대표로 취임했고 2016년 11월 23일에 에스토니아의 총리로 취임했다. 하지만 2021년 1월 13일에 에스토니아 중앙당에서 일어난 비리 의혹에 연루된 책임을 지고 사임했다.